# اریگ
اریگ (انگلیسی: Arig) شرکت بیمه بحرینی است، که در سال ۱۹۸۰ تأسیس شد.